# キャリタス就活
キャリタス就活（キャリタスしゅうかつ）は、キャリタスが運営する新卒就職支援サイト。2015年6月にサービスを開始（旧「日経就職ナビ」）。

## サービスの特徴
企業の掲載数が15,000社を超える、主要就職情報サイトのひとつ。特に上場企業の企業が多く掲載され、就職活動生にはマイナビやリクナビなどと併せて利用されている。 また、就活準備や選考対策のための記事や動画に加え、他の就職情報サイトにはない検索機能や日本経済新聞のニュースのダイジェスト、業界別まとめなど独自の機能やコンテンツを有している。 また、「キャリタス就活フォーラム」という合同企業説明会を全国年間250回以上開催している。毎年多くの企業が出展し、年間約20万人の学生が参加する国内最大規模の就職イベントとなっている。
旧日経就職ナビ時代の流れから、2021年現在も日本経済新聞社・日経HRの2社が運営協力として名を連ねている。

## テレビCM
2015年11月から、女優の土屋太鳳を起用したテレビCM『プラス気づき』編を放映開始。CMソングの『夢』はGReeeeNによる書き下ろしである。ミュージックビデオにも土屋が出演する。